# تلت (بني سويف)
قرية تلت هي إحدى القرى التابعة لمركز الفشن في محافظة بني سويف في جمهورية مصر العربية. حسب إحصاءات سنة 2006، بلغ إجمالي السكان في تلت 12258 نسمة، منهم 6266 رجل و5992 امرأة.